# Герб Дальнегорска
Герб Дальнегорского городского округа Приморского края Российской Федерации — опознавательный правовой знак, соответствующий установившимся традициям и составленный по правилам геральдики, являющийся символом муниципального образования и обозначающий права местного самоуправления, а также достоинство, административное и историческое значение территории.
Герб города утверждён решением № 471 Думы муниципального образования г. Дальнегорск 30 января 2004 года.
Герб подлежит внесению в Государственный геральдический регистр Российской Федерации.

## Описание герба
«В лазоревом поле, с пониженной серебряной полосой, серебряная друза кристаллов на зеленом фоне сопок. В вольной части — герб Приморского края».

## Описание символики
За основу герба муниципального образования город Дальнегорск взято его природно- географическое положение и значение в экономике Приморского края.
Рисунок герба муниципального образования г. Дальнегорск выражен в лаконичной и символичной форме и в максимальной степени отвечают правилам Российской геральдики.
Цвет поля щита включает:
Зелёный — символизирует характерный для Уссурийской тайги цвет и выражает буйную растительность, богатую природу и лесные богатства муниципального образования
Лазурь или голубой цвет — символизирует цвет моря и показывает, что муниципальное образование расположено на побережье моря и тем самым подчеркивает его Приморское положение. Лазурный цвет символизирует так же красоту и величие, цвет Воды и Неба.
Горы — символ города, его характерный рельеф, источник подземных природных богатств города и края.
Негеральдическая фигура — стилизованное изображение друзы кристаллов, символизирующих основную отрасль муниципального образования — горнодобывающую промышленность.
На официальном сайте Дальнегорского городского округа размещён рисунок герба с украшениями. Щит увенчан трёхзубцовой золотой башенной короной и обрамлён венком из золотых лавровых ветвей, перевитых красной Александровской лентой.